# Giacomo Filippo Durazzo
Giacomo Filippo Durazzo III (1729 – 1812) è stato un collezionista d'arte e naturalista italiano, appartenente alla nobile famiglia genovese dei Durazzo, dinastia che diede alla Repubblica di Genova nove dogi e altri illustri personaggi.
Fu primogenito del marchese Marcello Durazzo detto Marcellone (1703-1787) del Ramo di Gabiano e di Clelia Durazzo (1709-1782) del Ramo del Palazzo Reale.
Mecenate e proprietario di un'importante e vasta biblioteca riunita in circa trent'anni di intenso lavoro (costituita da 4017 volumi pregiati e ancora oggi visitabile dagli studiosi) e fondatore dell'Accademia Durazzo, è tuttavia noto principalmente come naturalista essendo il fondatore del primo museo genovese di storia naturale e di un gabinetto di filosofia sperimentale. Il nobiluomo, infatti, investì una parte dei profitti derivanti dall'attività finanziaria di famiglia nell'acquisto e nella classificazione di minerali, fossili, pesci, uccelli, conchiglie, zoofiti, strumenti di fisica e apparecchi elettrici.
Trasmise la propria passione per le scienze naturali e per la botanica al fratello minore Ippolito (1752-1818), considerato il primo botanico di Genova e alla figlia Clelia che acquisterà un posto di rilievo in campo botanico a livello internazionale e realizzerà un giardino botanico (oggi aperto al pubblico) nel parco della villa Durazzo-Pallavicini di Pegli.
Tale fu l'impulso dato a questa disciplina da Durazzo e dai suoi parenti che a Genova l'interesse alla materia profuso dalla famiglia Durazzo, si estese a tutta la nobiltà cittadina e fu un incentivo per la nascita di numerose e interessanti realtà. I giardini delle ville, in particolare, non furono più luoghi di ricreazione ma veri laboratori per gli studi botanici.
A Giacomo Filippo, nonostante la sua grande passione per i colori della natura e per il collezionismo di libri, toccherà la sventura di passare gli ultimi anni della propria esistenza nella totale cecità.